# Международный конкурс молодых артистов оперетты и мюзикла имени В. А. Курочкина
Междунаро́дный ко́нкурс молоды́х арти́стов опере́тты и мю́зикла и́мени наро́дного арти́ста СССР В. А. Ку́рочкина (V.A.Kurochkin International Competition of Young Singers of Operetta and Musical) — международный конкурс артистов оперетты и мюзикла. Проходит один раз в два года в Екатеринбурге на сцене Свердловского академического театра музыкальной комедии.

## Организация
Конкурс учрежден Ассоциацией музыкальных театров России, Свердловским государственным академическим театром музыкальной комедии и проводится при поддержке Министерства культуры Российской Федерации, Союза театральных деятелей РФ, Министерства культуры и туризма Свердловской области, Управления культуры Администрации города Екатеринбурга и «Фонда Герарда Васильева по сохранению и развитию жанра оперетты».
Цель конкурса — выявить наиболее ярких и талантливых молодых исполнителей, владеющих широким комплексом выразительных средств, в которые входят пение, речь, сценическое движение, танец, актёрское мастерство; познакомиться с представителями различных национальных, театральных и вокальных школ и стимулировать творческую активность молодёжи в театрах, в музыкальных и театральных учебных заведениях.
В составе жюри конкурса — ведущие российские и зарубежные мастера музыкального театра, композиторы, искусствоведы, критики, преподаватели. В рамках конкурса проходят мастер-классы и творческие встречи с членами жюри.

## История

### I Конкурс (2006)

#### Жюри
Председатель жюри: народный артист России Герард Васильев

#### Победители
Гран-при: Ирина Ковальская (Одесса)
Номинация «Оперетта»
- 1 Премия: Лариса Емельянова (Екатеринбург); Светлана Кадочникова (Екатеринбург); Андрей Данилов (Омск).
- 2 Премия: Владимир Фомин (Екатеринбург).
- 3 премия: Александр Каминский (Москва).
- Дипломанты: Павел Белоусов и Татьяна Климова (Ростов-на-Дону).

Номинация «Мюзикл»
- 1 Премия: Мария Виненкова (Екатеринбург); Александр Копылов (Екатеринбург).
- 2 Премия: Анна Корсуновская (Иркутск); Дмитрий Якубович (Минск).
- 3 премия: Юлия Шпилевская (Минск); Максим Новиков (Москва).
- Дипломанты: Илона Казакевич и Алексей Гриненко (Минск); Ярослав Шварев (Новосибирск); Евгений Зайцев (Екатеринбург); Евгений Толстов (Екатеринбург); Татьяна Мокроусова (Екатеринбург); Александр Мезюха (Екатеринбург).

Номинация «Хореографическое искусство»
- 1 Премия: Анна Петушинова и Вячеслав Тапхаров (Екатеринбург).
- 2 Премия: не присуждалась.
- 3 премия: Ирина Глушакова и Виталий Кузнецов (Одесса).
- Дипломанты: Елена Климонтова (Красноярск); Елена Гордеева (Екатеринбург).

Специальный приз имени. нар. арт. России Эдуарда Жердера: Александр Копылов (Екатеринбург)
Приз зрительских симпатий: Александр Каминский (Москва)

### II Конкурс (2008)

#### Жюри
Председатель жюри: народный артист России Герард Васильев
Члены жюри:
- Лариса Барыкина, театральный и музыкальный критик, художественный руководитель фестиваля современного танца «На грани» (Екатеринбург)
- Марина Багдасарян, музыкальный критик, обозреватель радио «Культура» (Москва)
- Дмитрий Белов, режиссёр (Москва)
- Бриджит МакДоноу, менеджер, директор театра Light Opera Works (Чикаго)
- Наталья Гайда, солистка Белорусского государственного музыкального театра, народная артистка Беларуси (Минск)
- Томас Зидхофф, театровед, доктор искусствоведения, член дирекции Баварской театральной академии (Мюнхен)
- Зоя Казак, театральный критик, кандидат искусствоведения, заслуженный деятель науки и образования России (Москва)
- Розетта Немчинская, профессор РАТИ, кандидат искусствоведения, заслуженный деятель искусств России (Москва)
- Жужа Калочаи, солистка Будапештского театра оперетты (Будапешт)
- Александр Пантыкин, композитор, заслуженный деятель искусств России (Екатеринбург)
- Елена Редько, директор Одесского государственного академического театра музыкальной комедии (Одесса)
- Сергей Смирнов, хореограф (Екатеринбург)

#### Победители
Гран-при: не присуждалось.
Номинация «Оперетта»
- 1 Премия: Татьяна Климова (Ростов-на-Дону).
- 2 Премия: Иван Викулов и Павел Иванов (Москва).
- 3 премия: Ксения Григорьева (Екатеринбург); Анастасия Сутягина (Екатеринбург) .
- Дипломанты: Анна Костарева (Новоуральск); Елена Беляева (Барнаул).

Номинация «Мюзикл»
- 1 Премия: Мария Виненкова (Екатеринбург); Евгений Зайцев (Екатеринбург).
- 2 Премия: Татьяна Мокроусова (Екатеринбург); Денис Немцов (Минск).
- 3 премия: Екатерина Дегтярева (Минск); Игорь Ладейщиков (Иркутск).
- Дипломанты: Наталья Жукова (Екатеринбург); Павел Никитин (Северск).

Номинация «Хореографическое искусство»
- 1 Премия: не присуждалась.
- 2 Премия: Майя Загребельная и Максим Веснин (Пятигорск).
- 3 премия: Екатерина Федянович (Екатеринбург); Владимир Кабаргин (Екатеринбург).
- Дипломанты: Инна Почтарева (Екатеринбург); Иван Азанов(Екатеринбург).

Специальный приз имени нар. арт. России Эдуарда Жердера: Евгений Зайцев (Екатеринбург)
Специальный приз имени нар. арт. России Анатолия Маренича: Татьяна Климова (Ростов-на-Дону).
Специальный приз Союза театральных деятелей РФ: Павел Иванов (Москва)
Приз зрительских симпатий: Майя Загребельная и Максим Веснин (Пятигорск)
Приз города Екатеринбурга: Екатерина Дегтярева (Минск)
Специальный приз «За верность служения жанру оперетты»: Герард Васильев (Москва)

### III Конкурс (2010)

#### Жюри
Председатель жюри: заслуженный деятель искусств России Александр Журбин
Члены жюри:
- Эхтибар Ахмедов, главный дирижер Новосибирского театра музыкальной комедии (Новосибирск)
- Лариса Барыкина, театральный и музыкальный критик, художественный руководитель фестиваля современного танца «На грани» (Екатеринбург)
- Дмитрий Белов, режиссёр (Москва)
- Светлана Варгузова, солистка Московского театра оперетты, народная артистка России (Москва)
- Юрий Веденеев, солист Большого театра и Московского театра оперетты, народный артист России (Москва)
- Александр Колесников, театральный критик, кандидат искусствоведения (Москва)
- Марина Карнакова, научный сотрудник Российского института истории искусств, театральный критик (Санкт-Петербург)
- Александр Петров, художественный руководитель Санкт-Петербургского государственного музыкального театра «Зазеркалье», заслуженный деятель искусств России (Санкт-Петербург)
- Елена Редько, директор Одесского государственного академического театра музыкальной комедии (Одесса)
- Елена Третьякова, профессор СПбГАТИ, кандидат искусствоведения (Санкт-Петербург)

#### Победители
Гран-при: не присуждалось.
Номинация «Оперетта»
- 1 Премия: Наталья Коваленко (Энгельс); Фарид Фархад Оглы Алиев (Баку).
- 2 Премия: Людмила Локайчук (Екатеринбург); Павел Никитин (Северск).
- 3 премия: Людмила Мешкова (Одесса); Юлия Панченко (Одесса) .

Номинация «Мюзикл»
- 1 Премия: Ирина Макарова (Екатеринбург); Игорь Ладейщиков (Екатеринбург).
- 2 Премия: Илона Казакевич (Минск); Алексей Гриненко (Минск).
- 3 премия: Светлана Ячменева (Екатеринбург); Руслан Рудный (Одесса).

Номинация «Хореографическое искусство»
- 1 Премия: Елена Быкова (Новоуральск); Григорий Круковский (Минск); Татьяна Крюкова и Николай Фоменко (Краснодар).
- 2 Премия: Павел Алейников (Екатеринбург).
- 3 премия: Рина Ивакири (Минск); Владимир Кабаргин (Екатеринбург).

Специальный приз имени нар. арт. России Эдуарда Жердера: Владимир Садков (Екатеринбург)
Специальный приз имени нар. арт. России Анатолия Маренича: Дмитрий Якубович (Минск).
Специальный приз Союза театральных деятелей РФ: Татьяна Мокроусова (Екатеринбург)
Приз зрительских симпатий: Игорь Ладейщиков (Екатеринбург)
Приз города Екатеринбурга: Екатерина Дегтярева (Минск)

### V Конкурс (2014)

#### Жюри
Председатель жюри:
Дунаевский Максим Исаакович
Москва, Россия

#### Победители
Гран-при: Не присуждался
Номинация «ОПЕРЕТТА»
1 Премия
Наталья Данильсон (Новосибирск) Роман Ромашов (Новосибирск)
2 Премия
Ирина Суханова (Москва) Гейрат Шабанов (Иркутск)
3 Премия
Мария Елизарова (Санкт-Петербург) Татьяна Ишматова (Екатеринбург) Евгений Елпашев (Сыктывкар) Александр Леногов (Санкт-Петербург)
Дипломанты: Ирина Смолева (Екатеринбург) Алексей Пьянков (Екатеринбург)
Номинация «МЮЗИКЛ»
1 Премия – не присуждается
2 Премия 
 Юлия Дякина – Турова (Екатеринбург) Олег Прохоров (Минск) 
3 Премия 
Виктория Стриганкова-Жбанкова (Минск) Лина Нова – Полина Налецкая (Санкт-Петербург) Денис Мальцевич (Минск) 
Дипломанты Екатерина Мощенко (Минск) Андрей Пляскин (Екатеринбург) Полина Хлызова (Челябинск) Альбина Дроздовская (Екатеринбург) Екатерина Куропатко (Екатеринбург) Дмитрий Матиевский (Минск)  
Специальный приз имени н.а. РФ Эдуарда Жердера
Александр Леногов (Санкт-Петербург)
Специальный приз имени н.а. РФ Анатолия Маренича
Наталия Гайда, народная артистка Республики Беларусь
Светлана Лугова, заслуженная артистка России
Специальные призы жюри 
Полина Налецкая (Санкт-Петербург)
Алексей Пьянков (Екатеринбург)
Екатерина Мощенко (Минск)

### VIII Конкурс (2022)

#### Жюри
Председатель жюри:
Дунаевский Максим Исаакович
Москва, Россия

#### Победители
Гран-при: Не присуждался
Номинация «ОПЕРЕТТА»
I Премия – не присуждается
II Премия
Ирина Лесных (Москва) Сергей Рязанов (Москва)
III Премия
Алина Шайхеева (Новосибирск) Роман Вокуев (Санкт-Петербург) Степан Волков (Самара)
Дипломанты: Елизавета Белоусова (Санкт-Петербург) Анастасия Мельникова (Москва) Василий Халецкий (Новосибирск) Андрей Ковалёв (Сыктывкар) Елена Сизова (Нижний Новгород) Роман Берёзкин (Екатеринбург)
Номинация «МЮЗИКЛ»
I Премия
Станислав Баксараев (Краснодар/Москва) Светлана Павлова (Екатеринбург)
II Премия
Александр Шарабарин (Железногорск) Мария Паротикова (Москва)
III Премия 
Дмитрий Воробьёв (Москва) Ксения Шабалина (Сыктывкар)
Дипломанты Дарья Бочарова (Новосибирск) Дарья Бурлюкало (Москва) Игорь Завада (Ростов-на-Дону) Вадим Рябушкин (Санкт-Петербург) Жанна Бирючинская (Екатеринбург)
Специальный приз Ассоциации музыкальных театров России
Степан Волков (Самара)
Премия Управления культуры Администрации города Екатеринбурга
Жанна Бирючинская (Екатеринбург)
Премия Союза театральных деятелей России «За вокальную выразительность и актерское мастерство в жанре оперетты»
Роман Вокуев (Санкт-Петербург)
Премия Союза театральных деятелей России «За вокальную выразительность и актерское мастерство в жанре мюзикла»
Александр Шарабарин (Железногорск)
Премия имени народных артистов России Риммы Антоновой и Эдуарда Жердера
Елизавета Белоусова и Роман Вокуев (Санкт-Петербург)
Специальный диплом жюри «Лучший партнер, не участвовавший в конкурсе»
Ольга Балашова (Екатеринбург)
Приз зрительских симпатий
Александр Шарабарин (Железногорск)